# Balclutha alata
Balclutha alata är en insektsart som beskrevs av Lindberg 1958. Balclutha alata ingår i släktet Balclutha och familjen dvärgstritar. Inga underarter finns listade i Catalogue of Life.